# تنافس في الحب (فلم 1914)
تنافس في الحب (بالإنجليزية: Those Love Pangs)، يعرف أيضا بأسم (تشارلي ينافس في الحب)، وهو فيلم كوميدي أمريكي صامت من عام 1914 بطولة تشارلي تشابلن وتشيستر كونكلين، تم إنتاجه في استوديوهات كيستون.

## طاقم التمثيل
- تشارلي تشابلن - المتأنق
- تشيستر كونكلين - منافس
- سيسيل أرنولد - فتاة شقراء
- فيفيان إدواردز - فتاة سمراء
- هيلين كاروثرز - لانديلادي

## وصلات خارجية
- Those Love Pangs على يوتيوب
- مقالات تستعمل روابط فنية بلا صلة مع ويكي بيانات
- تنافس في الحب متوفر للتحميل المجاني على أرشيف الإنترنت
- Rotten Tomatoes "Those Love Pangs"
- Chaplin’s Life Review
- Jump cut the trump